# Beoga
Beoga [ˈbʲoːgə] (irisch für lebhaft) ist eine Irish-Folk-Band. Die Band kombiniert traditionelle irische Musik mit modernen Einflüssen, was als new wave trad bezeichnet wurde. Sie wurde 2002 bei der All-Ireland Fleadh im County Kerry gegründet. Die vier Gründungsmitglieder Damian McKee (Knopfakkordeon), Seán Óg Graham (Knopfakkordeon, Gitarre), Liam Bradley (Piano) und Eamon Murray (Bodhrán) stammen jedoch aus County Antrim und County Londonderry in Nordirland. Seit 2005 gehört auch Niamh Dunne (Fiddle, Gesang) aus dem County Limerick zur Gruppe.

## Bandgeschichte
Das Album mischief wurde 2007 für den Live Ireland Music Award und den deutschen Musikpreis vorgeschlagen. Im Jahr 2009 bekam die Band eine U.S. House of Representatives Certificate of Congressional Recognition, das Wall Street Journal bezeichnete sie als the most exciting traditional band to emerge from Ireland this century. Ihr drittes Album the incident stand auf der engeren Auswahlliste für die Grammy Awards 2010 für den Preis Bestes zeitgenössisches Weltmusikalbum.
Ed Sheeran lud  Beoga 2016 ein an seinem Album ÷ (divide) mitzuwirken. Die Bandmitglieder arbeiteten als Co-Autoren am Stück Galway Girl mit, wobei sie Elemente aus dem Stück Minute 5 ihres Albums how to tune a fish von 2011 verwendeten. Beoga ist auf ÷ (divide) auch beim Titel Nancy Mulligan zu hören. Am 25. Juni 2017 begleitete die Band Ed Sheeran beim Stück „Nancy Mulligan“ während seines Auftritts als Headliner beim Glastonbury Festival.
Das im Mai 2020 erschienene „Mini-Album“ Carousel ist eine stilistische Hinwendung zu Pop-Musik. Das Album ist geprägt von der Zusammenarbeit mit verschiedenen Gast-Musikern. Im April 2021 erschien die EP Breathe mit fünf Instrumentalstücken. Die Band mischt die Strukturen traditioneller irischer tunes mit Elementen der Pop-Musik.

## Galerie

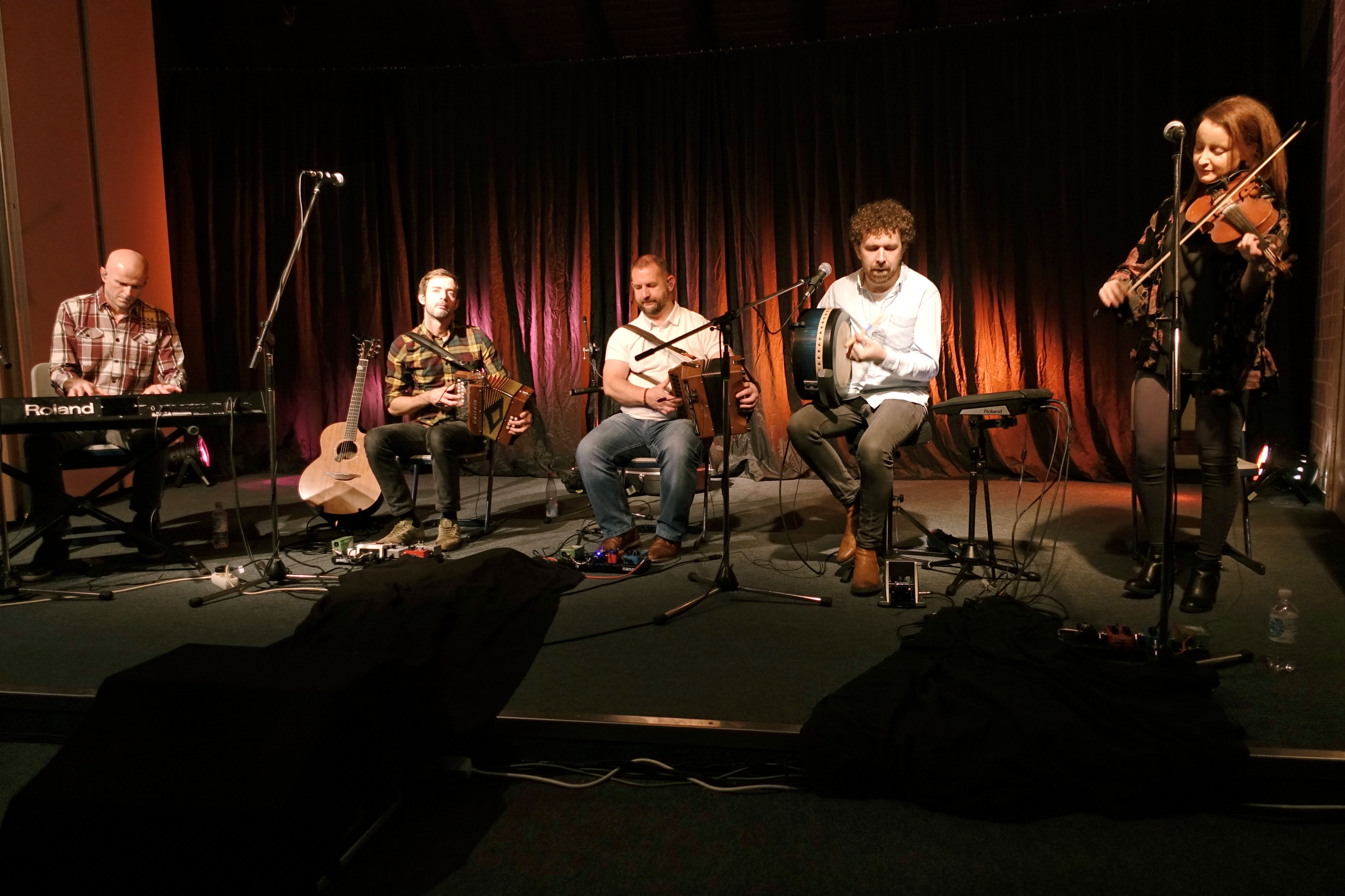
Beoga 2017
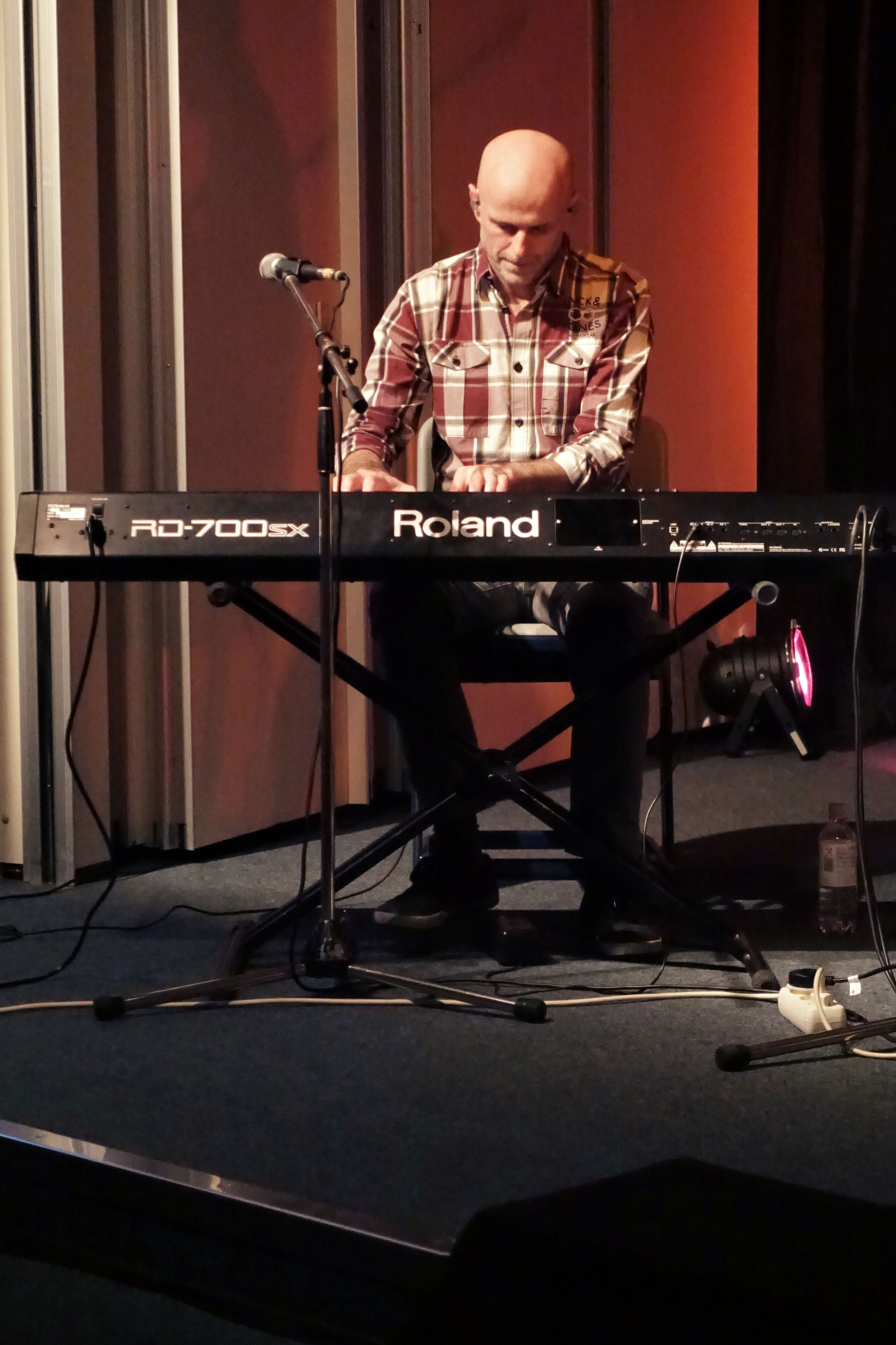
Liam Bradley
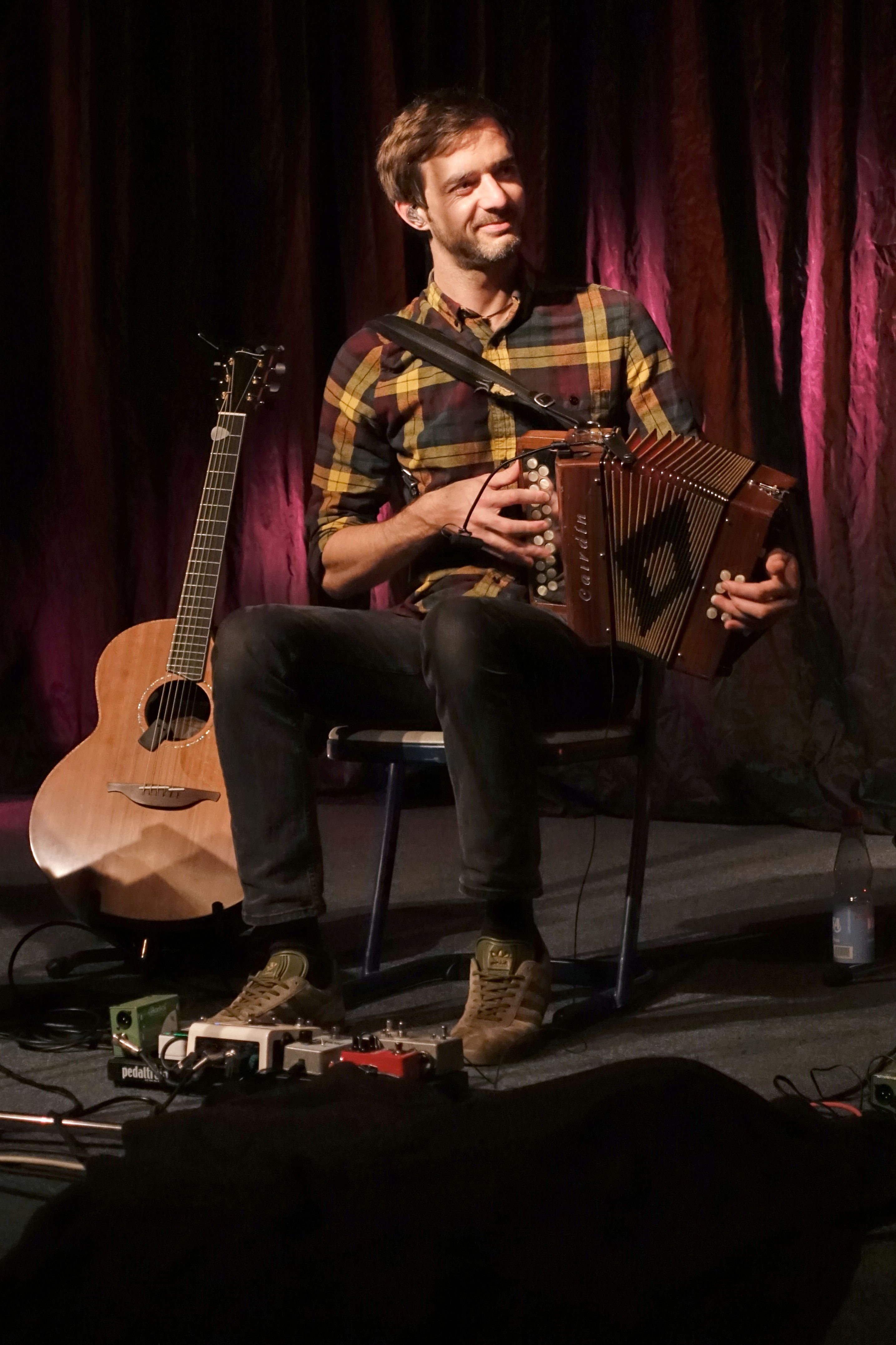
Seán Óg Graham
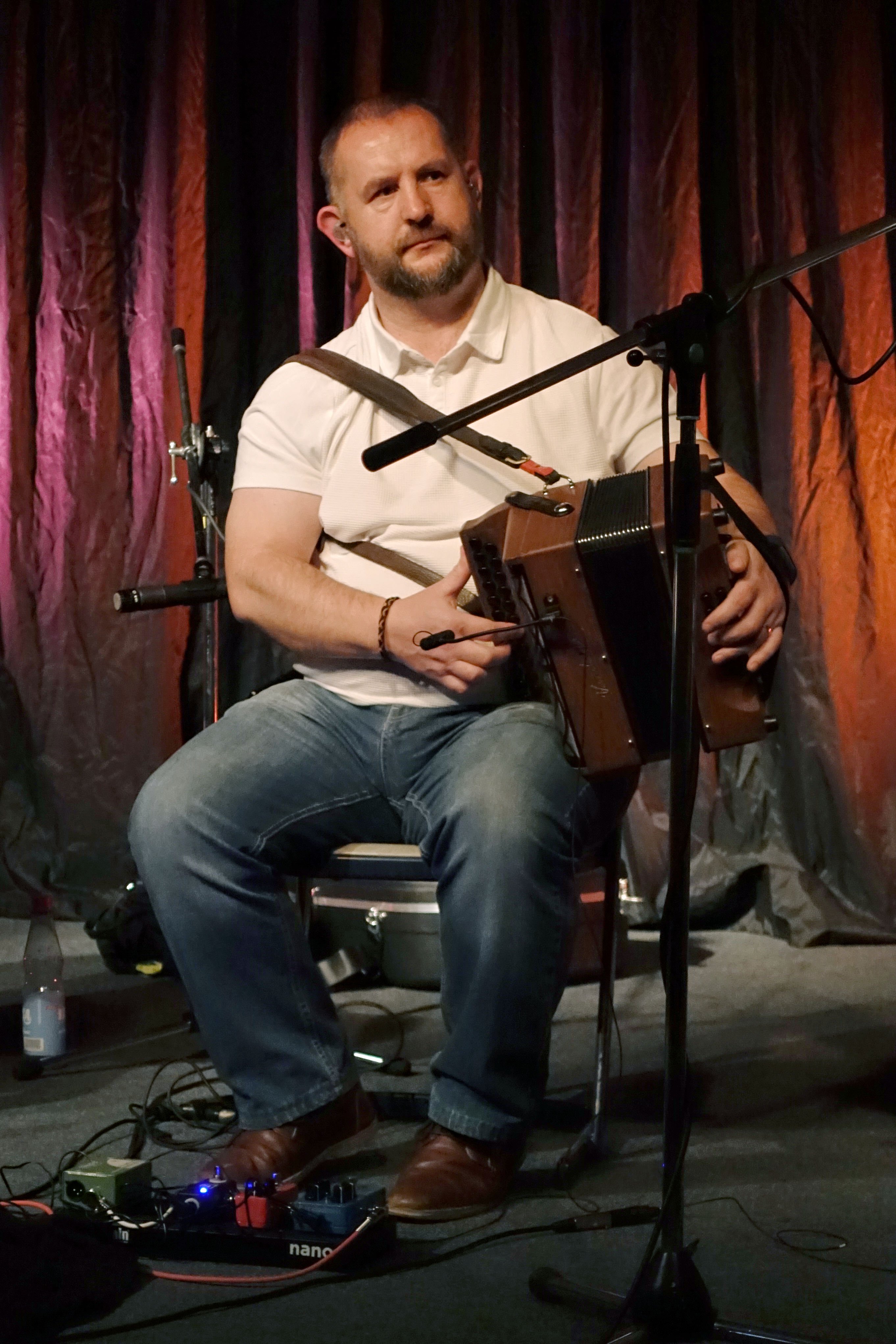
Damian McKee
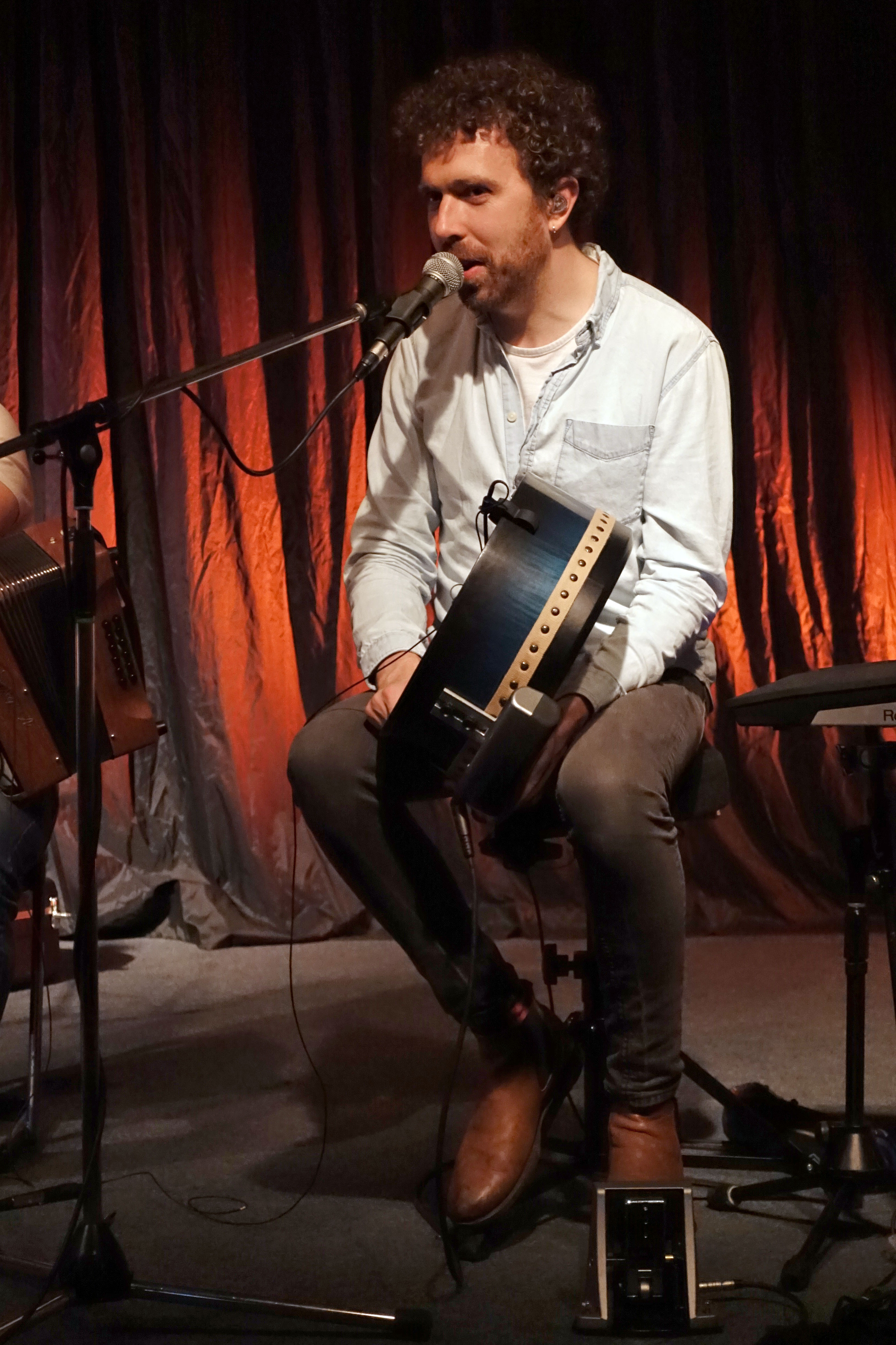
Eamon Murray
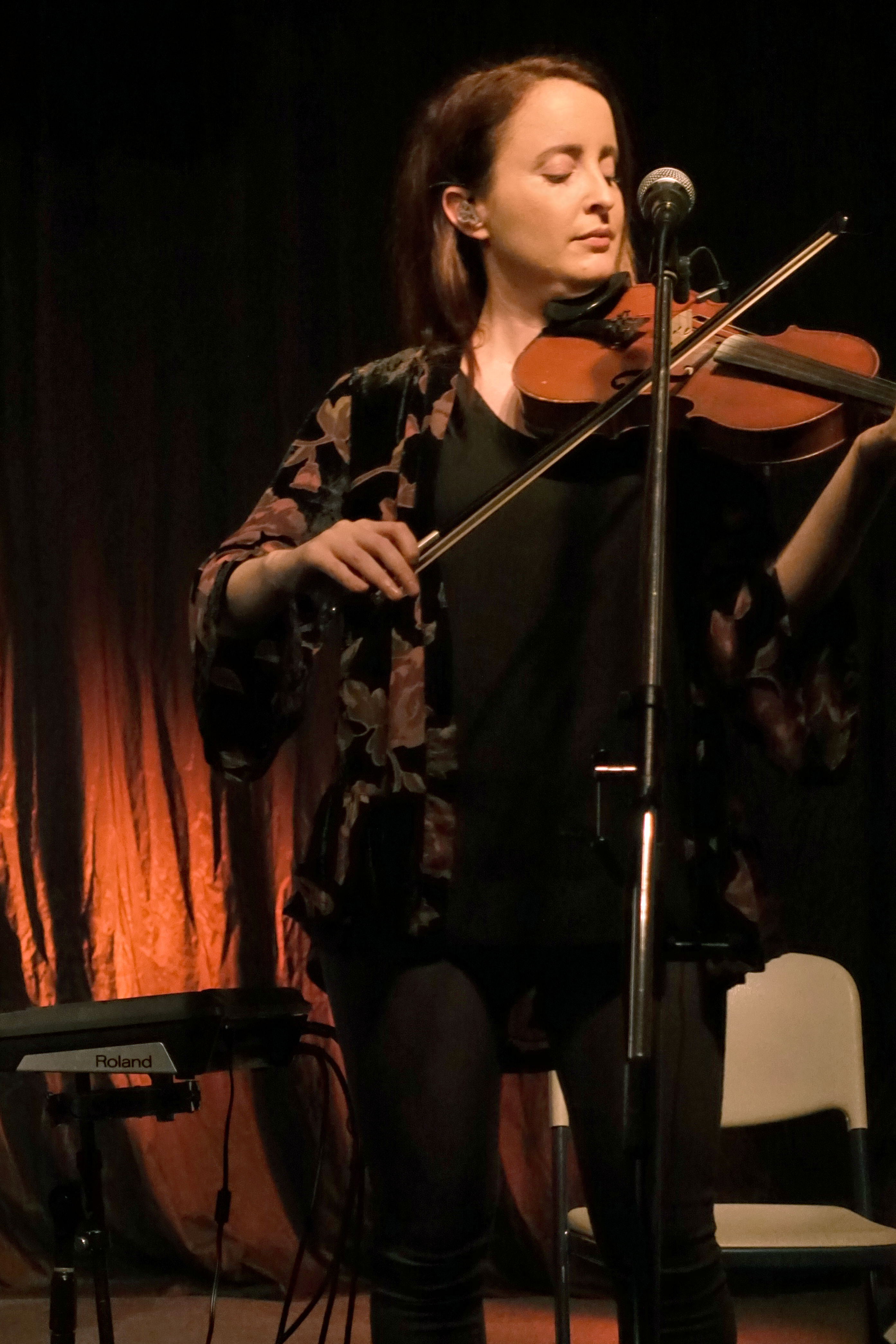
Niamh Dunne

## Diskografie
- a lovely madness (2004)
- mischief (2007)
- the incident (2009)
- Live at Stockfisch Studio (2010)
- how to tune a fish (2011)
- Beoga – Live At 10: The 10th Anniversary Concert (2013)
- before we change our mind (2016)
- Carousel (2020)
- Breathe (2021)